# El gran secreto (canción)
«El gran secreto» es una canción interpretada por la cantante colombiana Miranda. Fue lanzada el 3 de marzo de 2014, como descarga digital a través de iTunes.